# Histoire du jazz
Pour un article plus général, voir Jazz.
 (mai 2015).
Si vous disposez d'ouvrages ou d'articles de référence ou si vous connaissez des sites web de qualité traitant du thème abordé ici, merci de compléter l'article en donnant les références utiles à sa vérifiabilité et en les liant à la section « Notes et références ».
Après plus de 100 ans d’existence, l’histoire du jazz est jalonnée de différents courants qui ont fait évoluer constamment cette musique. Issue à l’origine du blues, la musique jazz possède encore aujourd’hui une caractéristique importante : l’utilisation prépondérante de l’improvisation.

## Les sources du jazz
Le jazz apparaît aux États-Unis, en Louisiane, précisément à La Nouvelle-Orléans dans le delta du Mississippi, à la fin du XIXe siècle ou début XXe siècle selon les sources. Il est le fruit du métissage entre la culture du peuple noir américain issu de l'esclavage, et de la culture européenne importée par les colons français, allemands, espagnols et irlandais autour des danses (polka, quadrille), fanfares, cirques, salons (piano) marches (2/3) et chant d’église.
L'une des principales influences de la racine du jazz, outre les chants religieux (Negro spirituals, puis Gospel songs) et les work songs (chants de travail des esclaves dans les plantations de coton), est le blues, une autre musique noire rurale, née à la fin du XVIIIe siècle, et qui évolua avec la migration des populations noires vers les grandes agglomérations, à la fin du XIXe siècle.
Parmi les premiers musiciens de jazz, nombreux sont ceux qui vivent de leur prestation dans de petites fanfares ; les instruments de ces groupes devinrent les instruments de base du jazz : cuivres, instruments à anches et batterie.
La fin de la guerre civile, et les surplus d'instruments de musique militaire qu'elle entraîna, ne fit qu'amplifier le mouvement. Les premiers jazz bands utilisent fréquemment la structure et le rythme des marches, qui sont le type de musique de concert le plus courant à l'époque.
Malgré ses racines populaires, on trouve parmi les créateurs du jazz des musiciens de formation classique, tels que Lorenzo Tio ou Scott Joplin (pianiste de ragtime dans un hôtel qui composait en même temps un opéra – ce qui montre bien toutes les influences dont a pu hériter le jazz à cette époque).
Un événement important dans le développement du jazz est le durcissement des lois Jim Crow sur la ségrégation raciale en Louisiane, dans les années 1890. Les musiciens professionnels de couleur ne sont plus alors autorisés à se produire en compagnie de musiciens blancs ; en revanche, ils trouvent facilement du travail parmi les fanfares et les orchestres noirs, qu'ils font profiter de leur expérience de conservatoire.
À l'aube de la Première Guerre mondiale, on assiste à une libéralisation des coutumes. Des salles de danse, des clubs et des salons de thé ouvrent leurs portes dans les villes, et des danses noires telles que le cakewalk et le shimmy sont peu à peu adoptées par le public blanc, principalement les jeunes (les flappers). Ces danses apparaissent tout d'abord lors de spectacles de vaudeville, puis lors de démonstrations de danse dans les clubs.
La plupart du temps, la musique de ces danses n'ont rien à voir avec le jazz, mais c'est une musique nouvelle, et l'engouement pour cette nouvelle musique explique l'engouement pour une certaine forme de jazz. Des compositeurs tels qu'Irving Berlin s'essaient alors au jazz, mais ils n'utilisent que rarement cet attribut qui est la seconde nature du jazz : le rythme. Néanmoins, rien ne popularisa plus le jazz que le titre d'Irving Berlin Alexander's Ragtime Band (1911). Son succès fut tel qu'on l'entendit jusqu'à Vienne.

## La naissance officielle
L'apparition des phonographes permet la diffusion de cette nouvelle musique, avant la généralisation du phonographe, de nombreux morceaux ont à l'époque déjà été enregistrés au piano mécanique. Ainsi a-t-on gardé de nombreux rouleaux de Scott Joplin. L'enregistrement du Livery Stable Blues en 1917 par l'Original Dixieland Jass Band est le premier disque qui marque la naissance officielle du jazz.
King Oliver est le chef d'un premier orchestre important, le Creole Jazz Band dont fera partie Louis Armstrong. Jelly Roll Morton a su transformer la musique de ragtime en jazz et a enregistré des chefs-d'œuvre avec ses Red Hot Peppers (qui comprenait les meilleurs musiciens de Chicago). Lors de quelques enregistrements spécifiquement destinés au public noir (les race records) Louis Armstrong amène une première évolution décisive du jazz : il joue avec un orchestre typique de La Nouvelle-Orléans, ces orchestres où tous les musiciens improvisent simultanément. Mais Louis est un improvisateur hors pair, capable de créer des variations infinies à partir d'un même thème. Ses musiciens l'imitent, non plus tous en même temps, mais chacun leur tour. C'est ainsi que le jazz devient une forme de musique en solo. (voir Jazz Nouvelle-Orléans).
L'apparition des salles de danse influence le milieu du jazz de deux façons : les musiciens se font plus nombreux, puisqu'ils commencent à pouvoir vivre de leur musique, et le jazz – comme toutes les musiques populaires des années 1920 – adopte le rythme 4/4 de la musique de danse.

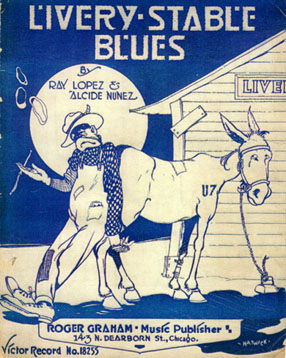
Partition de 1917 de Livery Stable Blues, de Alcide Nunez and Ray Lopez, l'un des deux morceaux du premier disque de jazz.

## L'époque du swing

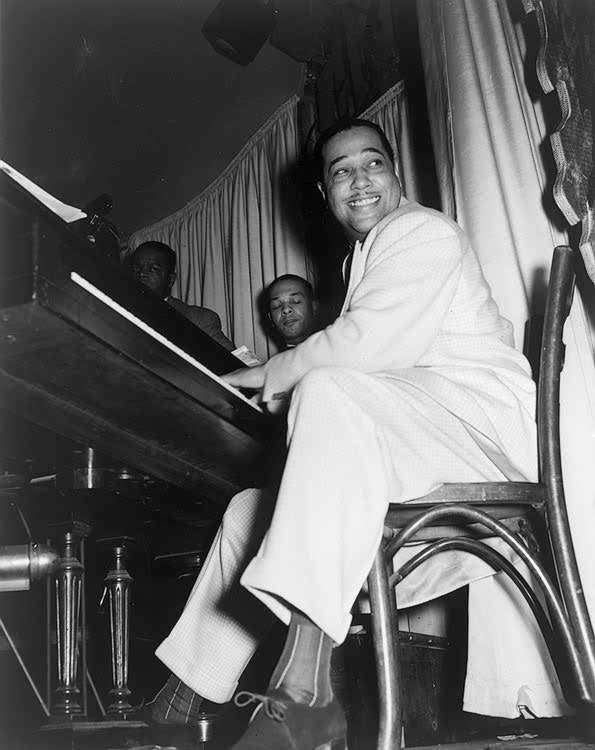
Duke Ellington au Hurricane Club, 1943.

Au milieu des années 1920 jusqu’à l’évènement du bebop dans les années 1940, on voit l'essor d'un courant musical appelé l'« ère des big bands », « époque du swing », « swing », ou la période de middle jazz (jazz du « milieu »). Il est surtout caractérisé par le développement des grands orchestres et big bands et du swing.
Lors des années 1920, la prohibition de la vente de boissons alcoolisées aux États-Unis ferme les bars et les cabarets légaux. Mais ils sont rapidement remplacés par des bars clandestins où les clients viennent boire et écouter de la musique. Les airs que l'on y entend demeurent un mélange de styles – des morceaux de danse à la mode, des chansons récentes, des airs extraits de spectacles. Ce qu'un trompettiste surnomma un jour « Businessman's bounce music ».
Cette période marque la naissance de l'orchestre de Duke Ellington, au Cotton Club, ainsi que de l'orchestre de Count Basie, formé à partir de plusieurs groupes de Kansas City. Stan Brenders aura également une forte popularité. La danse évolue avec la musique, ainsi naît au début des années 1930 dans la communauté noire-américaine le Lindy Hop (ou Jitterbug) qui devient un phénomène national dès 1935, avec la popularisation des big bands blancs avec en particulier Benny Goodman.
Les premiers développements du jazz subissent l'influence de la ségrégation raciale, qui est alors très forte aux États-Unis. Les innovations, apportées principalement par les musiciens noirs des clubs, sont enregistrées par des musiciens blancs, qui ont tendance à donner au jazz des rythmes et des harmoniques orthodoxes. La lente dissolution de la ségrégation raciale s'amorce au milieu des années 1930, quand Benny Goodman engage le pianiste Teddy Wilson, le vibraphoniste Lionel Hampton et le guitariste Charlie Christian pour qu'ils se joignent à de petits groupes et à son big band. Au milieu des années 1930, la popularité du swing et des big bands est à son sommet, transformant en stars des musiciens tels que Glenn Miller ou Duke Ellington.
Une variante du swing, nommée « jump blues », devance – par certains aspects – le rhythm and blues et le rock 'n' roll. Elle n'est pas jouée par des big bands, mais plutôt par de petits groupes, et utilise les progressions d'accords habituelles du blues avec un tempo plus rapide. Une autre variation, le boogie-woogie, utilise un rythme doublé, c'est-à-dire que la section rythmique jouait « eight to the bar », huit temps par mesure à la place de quatre. Big Joe Turner, un chanteur de Kansas City qui travaillait avec les orchestres de swing des années 1930 – tel que l'orchestre de Count Basie – devient une star du boogie-woogie dans les années 1940, et est l'un des précurseurs du rock 'n' roll dans les années 1950, notamment avec son titre Shake, Rattle and Roll.

## La révolution bebop
Dans les années 1940, plus précisément 1944-1949, de nombreux musiciens d'orchestre se lassent de la rigidité des big bands et de la structure swing. Ils se réunissent (after hours) en petits groupes après les concerts ou les sessions d'enregistrement avec des orchestres plus importants et laissent libre cours à leur virtuosité sur des rythmes très appuyés. C'est la naissance du bebop qui marque une évolution importante axée sur l'habileté technique des musiciens et une plus grande complexité rythmique et harmonique, amenée entre autres par le saxophoniste Charlie Parker (surnommé Bird), le trompettiste Dizzy Gillespie et le pianiste Thelonious Monk. Ce fut un changement majeur pour le jazz.

## Le cool jazz
Avec Birth of the Cool, le trompettiste Miles Davis, qui avait longtemps travaillé avec Charlie Parker, cherche à revenir à une musique plus apaisée et plus accessible. C'est la naissance du mouvement « cool » qui connaîtra un succès particulier auprès des musiciens de la West Coast, et dont les principaux représentants comptent le saxophoniste ténor Stan Getz et le trompettiste Chet Baker. En 1959, Miles Davis crée une nouvelle fois l'événement avec Kind of Blue qui pose les fondements du jazz modal où la structure harmonique des morceaux était encore beaucoup plus libre qu'auparavant, qui souvent ne se basaient que sur quelques accords de piano et de basse.

## Le hard-bop
Le hard bop est une tentative de rendre le bebop plus accessible au grand public, en y incorporant des influences venues de la soul, du gospel et du blues.

## Le free jazz
À la fin des années 1950, John Coltrane et Ornette Coleman ouvrent la voie au free jazz, illustré par Archie Shepp, Albert Ayler, Pharoah Sanders, L'Art Ensemble of Chicago et de nombreux autres.

## Jazz latin
Il existe deux variétés principales de jazz latin : le jazz afro-cubain et le jazz influencé par les styles brésiliens.
Le jazz afro-cubain est joué aux États-Unis pendant les années 1950, surtout après la mort de Charlie Parker. Les musiciens bop comme Dizzy Gillespie et Billy Taylor jouent dans des groupes qui utilisent les styles Afro-cubains des artistes cubains comme Tito Puente, Mario Bauza, et Chano Pozo.
La bossa nova, en portugais, est un style musical qui mélange les influences de jazz, samba, musique classique, et musique populaire. La bossa nova est popularisée par João Gilberto et Antônio Carlos Jobim au Brésil. Au commencement des années 1960, la bossa nova remporte un succès planétaire avec la chanson A Garota de Ipanema (The Girl from Ipanema, en anglais). Par la suite, les styles latins comme la bossa nova et le samba deviennent partie intégrante du vocabulaire musical du jazz.

## Fusion: le mélange de jazz et rock

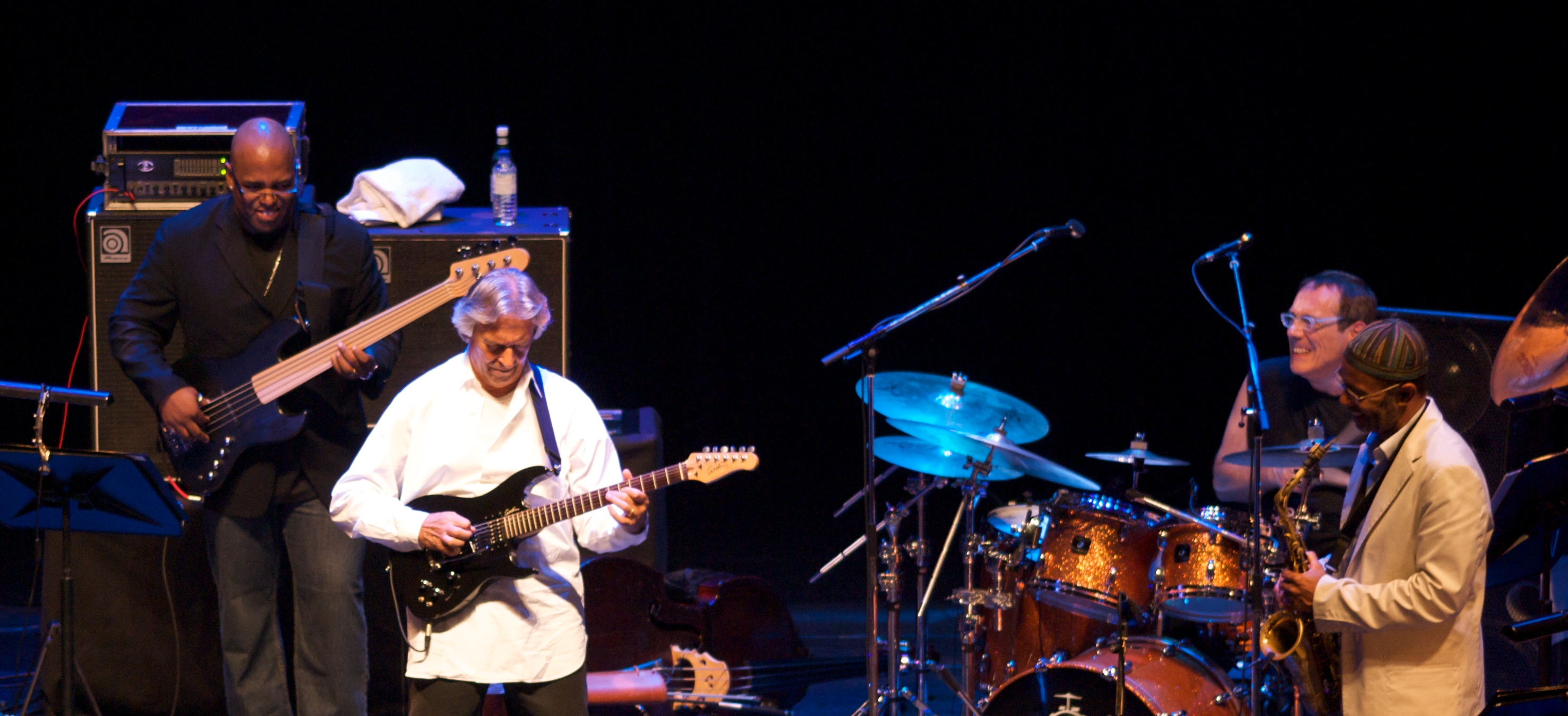
Le Five Peace Band (Christian McBride, Vinnie Colaiuta, Kenny Garrett et John McLaughlin) en 2008.

Environ dix ans après l'avènement du rock 'n' roll, la forme hybride du jazz fusion apparaît vers 1968 avec Miles Davis, qui publie les albums In a Silent Way et Bitches Brew, mais aussi avec Frank Zappa qui publie Hot Rats en 1969. Quelques groupes importants du style fusion sont : Chick Corea avec son groupe Return to Forever, le batteur Tony Williams et son groupe Lifetime (avec John McLaughlin et Larry Young en 1969 plus Jack Bruce en 1970), Herbie Hancock et entre autres son album Head Hunters qui donnera le groupe les Headhunters qui continuera sa route sans le fameux pianiste, John McLaughlin et le Mahavishnu Orchestra, Soft Machine, le Pat Metheny Group et le groupe Weather Report. En France, des groupes majeurs de jazz fusion sont Magma, Sixun, Surya et Atoll.
Les bassistes importants de l'ère de jazz fusion sont Stanley Clarke et Jaco Pastorius, et comme batteurs notons, entre autres, Chester Thompson, Billy Cobham et Tony Williams. Pour les claviers, les joueurs importants sont Joe Zawinul, Chick Corea, Herbie Hancock et Jan Hammer. Pour la guitare, John McLaughlin, Al Di Meola, Pat Metheny et Mike Stern. Pour la trompette, Miles Davis, Herb Alpert et Randy Brecker. Un joueur de saxophone qui a beaucoup influencé l'ère du jazz fusion est Wayne Shorter mais également Michael Brecker au style et à la virtuosité incomparables. Deux violonistes du style jazz fusion, qui jouent sur des instruments amplifiés, sont Jean-Luc Ponty et Didier Lockwood.

## 1980 à aujourd'hui, l'éclatement

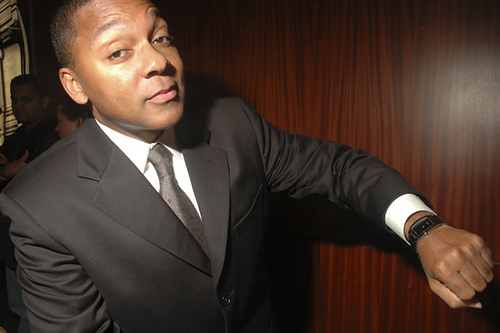
Le trompettiste américain Wynton Marsalis: la tradition.

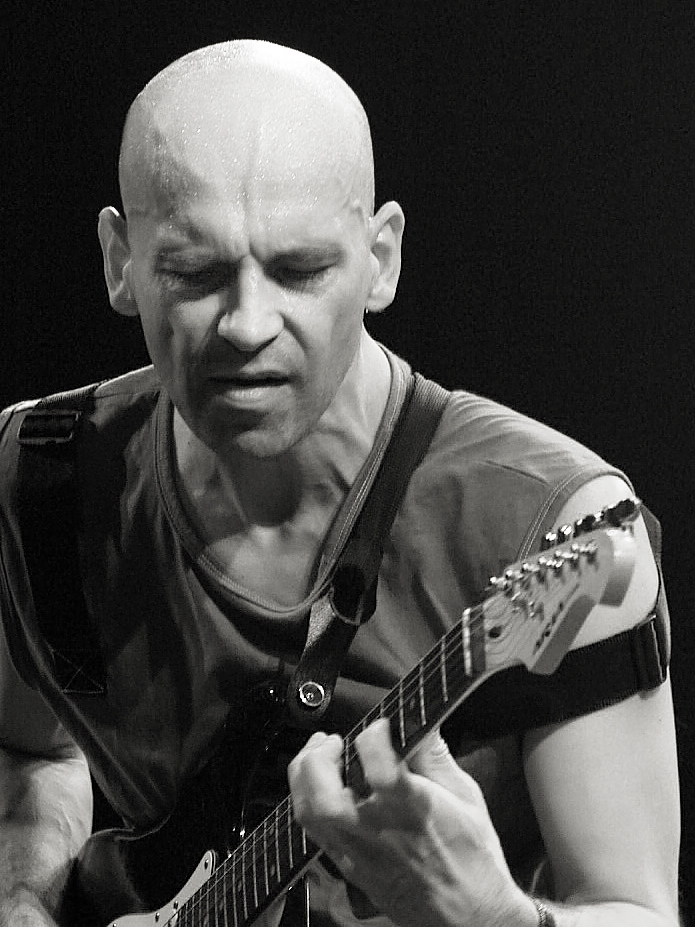
Le guitariste français Marc Ducret réalise une synthèse du rock, du free jazz, et autres... ici au Moers Festival 2006.

Depuis la période de fusion de jazz et rock, la diversité stylistique du jazz n'a pas décru. Le jazz a absorbé des influences de sources aussi disparates que la world music, la musique contemporaine ou les rythmes africains, et utilisant plus couramment la gamme chromatique (avec des musiciens comme Ornette Coleman, Arthur Doyle ou John Zorn).
Néanmoins, les amateurs de jazz sont beaucoup moins nombreux, et divisés entre les plus âgés, préférant le jazz traditionnel, un petit noyau de musiciens et de fans plus intéressés par un jazz moderne plus expérimental, et un groupe en constante évolution de musiciens mélangeant les différents types de jazz avec des genres musicaux contemporains, formant des styles différents.
Quelques courants mêlant jazz et musiques plus populaires sont apparus dans les années 1980. L'identification claire de ces courants par un nom n'est pas le signe d'une quelconque vitalité, ou importance en nombre de musiciens, mais bien une technique commerciale, qui selon certains musiciens dénaturent la nature du jazz.
- L'acid jazz de la fin des années 1980 et des années 1990 mélange des éléments de jazz avec les styles disco des années 1970. L'acid swing des années 1990 combine les styles des big bands des années 1940 avec des sons plus rapides et plus agressifs de batterie et de guitare rock.
- Le smooth jazz des années 1980 est une variante très accessible du jazz, mêlant des sonorités douces (smooth : doux, lisse en anglais) au côté très 'Jam' du jazz. Plus souvent instrumental que chanté, il utilise souvent divers synthétiseurs, accompagnée d'une mélodie par un instrument jouant en solo. Le smooth jazz est très vendeur aux États-Unis, mais aussi très controversé, parce que considéré par les amateurs de jazz comme pauvre musicalement et uniquement commercial.

La majorité des musiciens considèrent cependant qu'ils jouent « du jazz », malgré l'extrême diversité des musiques que l'on classe désormais sous ce nom. Il est aujourd'hui illusoire de pouvoir identifier divers courants dans le jazz moderne, ce sont essentiellement des personnalités qui émergent. Quelques tendances sont toutefois perceptibles :
- Une tendance revivaliste, surtout active aux États-Unis, et dont la figure de proue est généralement identifiée comme étant Wynton Marsalis. C'est une génération de jeunes musiciens, généralement dotés d'une technique irréprochable, et très conscients et respectueux de l'héritage du jazz classique des années 1930-1950. Représentants : Wynton Marsalis, Cyrus Chestnut, Bill Charlap, Roy Hargrove, Nicholas Payton.
- Une tendance « européenne », marquée par la maison de disques ECM. Sous l'impulsion, entre autres, de Jan Garbarek, John Surman, Egberto Gismonti, mais aussi de musiciens américains comme Ralph Towner ou Bill Frisell s'amorce dès les années 1970 une tendance où le rythme est beaucoup moins prédominant, au profit d'une grande place donnée à la mélodie, et à l'expressivité. Cette musique intègre l'héritage du free jazz, tout en possédant une structure généralement plus classique. Elle s'inspire aussi de la musique contemporaine (avec par exemple en France André Hodeir ou plus récemment Andy Emler et Frédéric Maurin) ou des musiques du monde.

### Influence de l'électronique

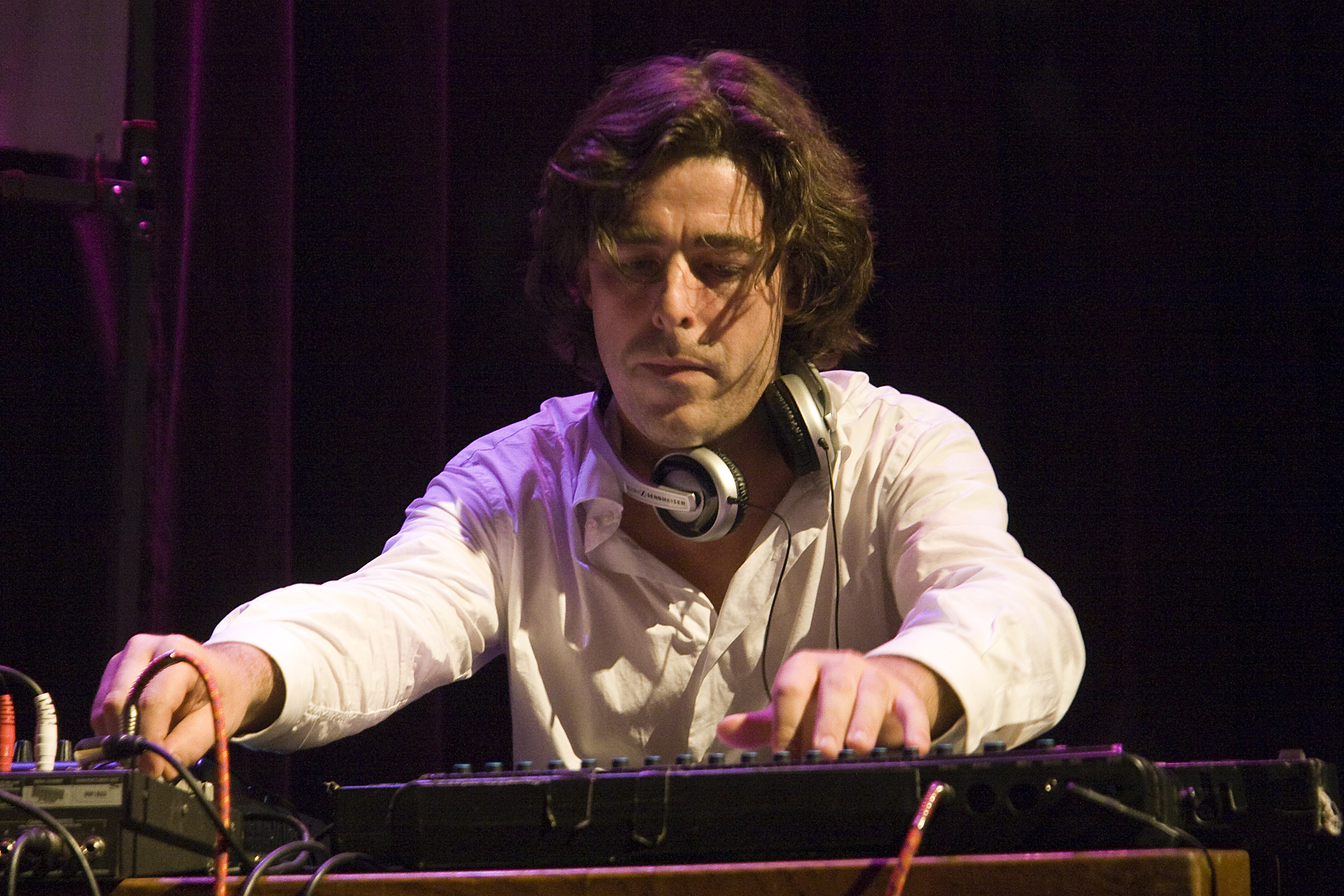
Le pianiste Benoît Delbecq lors d'un concert d'Ambitronix, en 2007 à Paris, manipulant ses machines.

À la fin des années 1980 et durant les années 1990, des tentatives de mélange de musiques électroniques, comme le drum and bass, créent un style appelé future jazz, jazz-house ou nu jazz. Les artistes comme le pianiste Bugge Wesseltoft, le trompettiste Nils Petter Molvær, et le trio Wibutee mélangent aussi des éléments. D'autres groupes nu jazz sont : Skalpel, Jaga Jazzist, Fila Brazillia, et Stade.
Depuis, le mélange des genres se poursuit avec l'apparition de l'électro-swing. On joint l'héritage du jazz aux sonorités modernes, que ce soit simplement par une reprise de certains classiques ou une forte influence musicale revendiquée, avec des groupes tels que Parov Stelar, ou en France Caravan Palace et Lyre le Temps, ou bien par une utilisation d'extraits de jazz dans des mixes, comme c'est le cas chez G-Swing ou C2C par exemple.